# Ngeruangel
Ngeruangel (auch: Ngaruang, Ngaruangl, Ngerwangel) ist die einzige Insel im gleichnamigen Ngeruangel-Atoll, welches im Norden des pazifischen Inselstaats Palau liegt, ca. 75 km nördlich der Hauptstadt Ngerulmud.

## Geographie
Die flache Insel ist die einzige Insel des kleinen Atolls. Sie war ursprünglich sogar bewohnt, wurde aber durch einen Tsunami zerstört. Das Atoll erstreckt sich hufeisenförmig von der Insel aus nach Südwesten und dann wieder nach Norden. Es steht als Ngeruangel Marine Reserve unter Naturschutz. Das westliche Riff wird als Velasco Reef - Emerging Ngaruangel Reef Section bezeichnet; die Lagune ist durch den Ngaruangel Boat Pass nach Norden offen. Vom südlich gelegenen Kayangel (Atoll) ist das Atoll durch die Ngaruangel Passage (Euchelel Ngeruangl, −620 m) getrennt Im westlichen Riff sind zwei Schiffswracks zu finden: Samidare in 5–9 m Tiefe (⊙) und das George Bush Wreck (12 m, (⊙)), ein japanisches Boot, welches am 25. Juli 1944 von George Bush versenkt wurde.
Verwaltungstechnisch gehört die Insel zum palauischen Staat Kayangel.